# Démocratie Nationale
Démocratie Nationale, afgekort als DN, is een extreemrechtse politieke partij in Franstalig België. Tot maart 2012 heette ze Front National (FN), maar na een klacht van Marine Le Pen (voorzitster van een gelijknamige partij in Frankrijk) moest haar naam veranderd worden. De partijvoorzitter is Marco Santi.

## Geschiedenis

### Oprichting
De partij werd in 1985 gesticht door Daniel Féret en vanaf haar ontstaan heeft de partij meteen de strijd aangebonden met immigratie. Daarnaast kreeg ook het veiligheidsthema, dat de partij vaak koppelt aan immigratie, veel aandacht. Onder de naam Front National - naar analogie van haar Franse tegenhanger - nam de partij vanaf 1987 deel aan de verkiezingen. In dat jaar werd 0,1% van de stemmen behaald, maar geen zetel. Bij de federale verkiezingen van 1991 haalde het FN 1,1% van de stemmen en won zo haar eerste zetel in de Kamer van volksvertegenwoordigers. In 1994 won de partij een van de 24 Belgische zetels in het Europees Parlement. Bij de Kamerverkiezingen van 1995 wist ze haar aandeel te verdubbelen tot 2,3% en 2 zetels. Bij de eerste verkiezingen voor de Waalse Gewestraad in 1995 kreeg het FN 2 van de 75 zetels en in het Brussels Hoofdstedelijk Parlement 6 van de 72 zetels.

### Terugval
Bij de Kamerverkiezingen van 1999 volgde een terugval tot 1,5% en 1 zetel. Ook bij de verkiezingen voor de Waalse Gewestraad in 1999 verloor de partij een van haar twee zetels, en bij de Brusselse verkiezingen ging ze van 6 naar 2 zetels. De zetel in het Europees Parlement raakte de partij ook kwijt. De Kamerzetel wist het FN te consolideren bij de verkiezingen van 2003 en het stemmenpercentage steeg weer tot 2,0%. Ook won ze voor het eerst een zetel in de Senaat. Bij de Waalse verkiezingen van 2004 wist de partij 8,1% van de stemmen te halen oftewel 4 zetels. Ook bij de Brusselse verkiezingen werden vier zitjes behaald. Een jaar later (2005) werd Michel Delacroix verkozen tot nieuwe partijvoorzitter, een functie die hij waarnam tot 2008.

### Interne strubbelingen
Ondanks een aantal goede verkiezingsresultaten, slaagde het FN er nooit echt in om een coherente partijorganisatie uit te bouwen. De verdeeldheid binnen extreemrechts is in Wallonië altijd bijzonder groot geweest. Zo zijn er in de voorbije jaren tal van scheurlijsten (Front Démocratique Belge, Fédération des Nationalistes Wallon, Fédération des Nationalistes Populaires Bruxellois, Nation, Force Nationale, Front Nouveau de Belgique, FN+,...) opgekomen, waarvan sommigen zichzelf het échte Front National noemden. Ook de partij Wallonie D'Abord werd opgericht door een dissidente FN-groepering. Bij de gemeenteraadsverkiezingen van 2006 bleek dat het FN slecht georganiseerd was: zo mocht ze niet onder haar eigen naam aan de verkiezingen deelnemen, en mocht toenmalig voorzitter Daniel Féret zich geen kandidaat stellen. Datzelfde jaar diende het FN klacht in - naar aanleiding van de nep-uitzending over Vlaamse Onafhankelijkheid op de RTBF - tegen de Franstalige publieke omroep wegens "het aanzetten tot rassenhaat tussen twee gemeenschappen in ons land". Op 6 november 2008 moest toenmalig partijvoorzitter Michel Delacroix ontslag nemen nadat privé-opnames waarin hij een anti-joods lied zingt in de openbaarheid waren gekomen. Op 1 december 2008 werd Daniel Huygens als zijn opvolger aangeduid.

### Naamsverandering
Op 15 maart 2012 werd door het Luikse hof van beroep beslist dat de partij (toen nog als Front National) de naam, de initialen en het logo van haar Franse evenknie niet meer mocht gebruiken. Marine Le Pen, voorzitster van het Franse Front National, had hiervoor een rechtszaak aangespannen omdat ze niet met de partij geassocieerd wou worden. Die werd daarop omgevormd tot Démocratie Nationale, met Marco Santi als haar nieuwe voorzitter.